# Yacimiento Arqueológico Cerro de la Virgen de la Cuesta
El yacimiento arqueológico del Cerro de la Virgen de la Cuesta se encuentra en el término municipal de Alconchel de la Estrella (Cuenca, España), a unos 3 kilómetros del núcleo de población. Se localiza en el extremo noroeste de la sierra de la Cuesta. Forma un amplio cerro-testigo de paredes escarpadas y cima amesetada que lo convierte en un lugar de fácil defensa a pesar de no constituir una altura considerable. Únicamente al oeste y al este baja suavemente en forma de terrazas, partes protegidas por murallas. Hacia el este, y con una altura menor, donde se encuentra trazado el camino de acceso desde el pueblo, existe una prolongación del yacimiento que cuenta como principal aliciente el de la necrópolis. En el mismo cerro se encuentra la ermita de la Virgen de la Cuesta.
El Cerro de la Virgen de la Cuesta es un poblado estratégico organizado en forma de terrazas descendentes y amurallado, de las que conserva restos claros en sus puntos más accesibles. Esta tradición sustentada con los restos de edificios visibles, se ve plasmada en la erección de una ermita que como lugar santo. mantiene una tradición pasada, que como es sabido coincide muy a menudo con lugares de ocupación pre o protohistórica. El nombre del yacimiento surge en la historiografía tradicional conquense a finales del siglo XVIII con el padre Risco en las referencias que hace al hallazgo de dos miliarios con el nombre de dos ciudades romanas: Munda y Cenina, de las cuales esta última será ubicada en el Cerro de la Virgen.
Los trabajos de excavación se han centrado en tres sectores:
1. Poblado. Muestra la estructura de una ciudad organizada siguiendo la topografía del yacimiento en forma de terrazas donde se ubican las viviendas, reservándose la parte más elevada para otro tipo de edificios aún por definir, ya que en una parte importante fue reocupado en época romana destruyendo o superponiéndose a las construcciones anteriores. Esta ocupación romana hay que ponerla en relación con unas cercanas minas de Lapis specularis que se explotan hasta bien entrado el siglo II.
2. Muralla. Cuya excavación se inicia en 1991 poniendo de manifiesto una entrada monumental con dos torres interiores que la protegen. Lo escaso de lo conservado hace posible suponer que no llegara a terminarse o habría que suponer la utilización de empalizadas sobre un fuerte basamento de piedra.
3. Necrópolis. Los trabajos se iniciaron en 1986 mostrando una amplia necrópolis de la que se llevan excavadas más de cien tumbas que muestran una gran variedad tipológica, que va del simple hoyo excavado en la roca a construcciones de más complejidad como son los túmulos de tipo principesco. Igualmente la cronología muestra una gran amplitud que abarcaría en una primera etapa del. siglo V a. C. al siglo I d. C., y en una segunda etapa superpuesta a la anterior la utilización como necrópolis de inhumación medieval de la primera época de repoblación (siglos XII-XIII).